# Кригінг

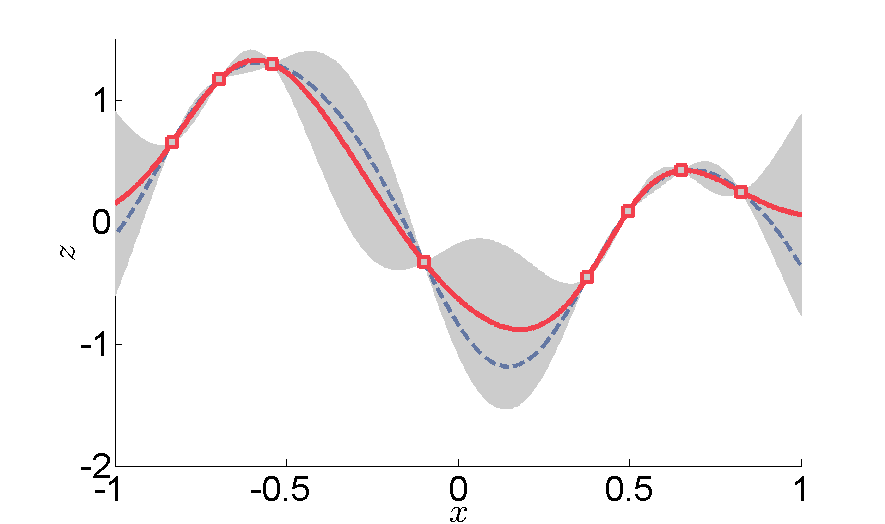
Приклад інтерполяції кригінгом одновимірних даних, із довірчими інтервалами. Квадрати вказують положення даних. Кригінгова інтерполяція, показана червоним, проходить уздовж середин нормально розподілених довірчих інтервалів, показаних сірим. Пунктирна крива показує сплайн, який є плавним, але значно відхиляється від очікуваних проміжних значень, заданих цими серединами.

Кригінг — це вид узагальненої лінійної регресії, який використовує статистичні параметри для знаходження оптимальної оцінки в сенсі мінімального середнього відхилення при побудові поверхонь, кубів і карт. Цей інтерполяційний метод геостатистики названий на честь південноафриканського гірського інженера Деніела Крига, який займався ручним створенням геологічних карт за обмеженим набором даних в деякій області. В основу методу покладено принцип незміщеності середнього; тобто взяті всі разом значення на мапі повинні мати правильне середнє значення. Глобальна незміщеність формально забезпечується за рахунок підвищення найнижчих значень і зменшення високих.
З точки зору загальної статистики кригінг полягає в мінімізації дисперсії похибки вимірювання, яка є функцією від вимірюваних ваг. Мінімізація цієї дисперсії зменшує середню квадратичну похибку відхилення оціненого значення від можливого. Досягається це шляхом прирівнювання до нуля першої похідною похибки щодо кожного невідомого ваги. В результаті виводиться система рівнянь, розв'язком якої є вектор ваг.

## Завдання кригінга
Кригінг виконує дві групи завдань:
1. Кількісне визначення просторової структури даних
2. Створення прогнозу

Кількісне визначення просторової структури даних, відоме як побудова варіограм, дає можливість користувачам підібрати до даних модель просторової залежності. Для розрахунку (прогнозу) невідомого значення змінної в заданому місці кригінг буде використовувати відповідну (підібрану) модель варіограми, конфігурацію просторових даних і значення в точках вимірювань навколо даного місця.

## Методи кригінга
Доступні два методи кригінгу: ординарний і універсальний.
Ординарний кригінг — найзагальніший і широко використовуваний метод кригінгу, він використовується за замовчуванням. Передбачається, що середнє значення константи невідоме. Це припущення має сенс, поки немає наукового підґрунтя відхилити його.
При універсальному кригінгу передбачається, що є домінуючий тренд в даних — наприклад, переважний вітер — і його можна моделювати детермінованою функцією, поліномом. Цей поліном отримується з вихідних виміряних точок, і автокореляція моделюється з довільних похибок. Після установки моделі на довільні похибки і до прогнозування, поліном додається назад до прогнозів, щоб дати значимі результати. Універсальний кригінг слід використовувати тільки тоді, коли точно відомо, що в даних є тренд і можна дати наукове обґрунтування для його опису.